# Stanisław Kulik
Stanisław Eugeniusz Kulik (ur. 27 lipca 1902 w Bukaczowcach, zm. wiosną 1940 w Charkowie) – kapitan piechoty Wojska Polskiego II Rzeczypospolitej, ofiara zbrodni katyńskiej.

## Życiorys
Urodził się 27 lipca 1902 r. w Bukaczowcach (powiat rohatyński) jako syn Walerego i Eugenii z Wieżlickich. Do szkół (powszechnej i średniej) uczęszczał kolejno w Krakowie, Żywcu i Tarnowie. Edukację zakończył na poziomie szóstej klasy szkoły realnej.
Od 29 października do 10 listopada 1918 r. jako uczeń szóstej klasy tarnowskiej szkoły realnej uczestniczył w przewrocie politycznym na terenie Tarnowa i Szczakowej. W ramach tzw. oddziału studenckiego „Szczakowiaków” rozbrajał na terenie tarnowskiego dworca kolejowego oficerów i szeregowych armii austriackiej, przejeżdżających przez to miasto. 11 listopada tr. zgłosił się ochotniczo od komisji poborowej i wstąpił do odrodzonego Wojska Polskiego. Po miesięcznym przeszkoleniu odszedł na front w szeregach Batalionu Ochotniczego kapitana Andrzeja Waisa (późniejszego III batalionu 16 pułku piechoty). W stopniu szeregowego z cenzusem otrzymał przydział do 10. kompanii tegoż batalionu. W okresie od 15 grudnia 1918 r. do 10 lipca 1919 r. brał udział we wszystkich walkach baonu ochotniczego na froncie ukraińskim (w tym pod Żurawicą, Radymnem, Dobromilem i Lwowem). Następnie odesłany do Batalionu Zapasowego 16 pułku piechoty i skierowany na kurs do Szkoły Podchorążych Piechoty, którą ukończył w okresie od 1 października 1919 r. do 1 czerwca 1920 r. (zdawszy uprzednio egzamin uzupełniający z zakresu szóstej klasy szkoły realnej). Przydzielony na stanowisko dowódcy plutonu w 105 pułku piechoty rezerwowym (wystawionym przez 5 pułk piechoty Legionów), z którym to pułkiem wziął udział w wojnie polsko-bolszewickiej, walcząc na froncie południowym (w tym na linii rzeki Słucz). Ranny i leczony w szpitalu w Przemyślu. Po wyleczeniu odesłany do 5 pułku piechoty Legionów . Następnie w 32 pułku piechoty, z którego został przeniesiony do 5 pułku piechoty Leg., co ogłoszono w marcu 1921 roku. 
Na dzień 1 czerwca 1921 r. pełnił w stopniu podporucznika służbę w 5 pułku piechoty Legionów. Dekretem Naczelnika Państwa i Wodza Naczelnego z dnia 3 maja 1922 r. (dekret L. 19400/O.V.) został zweryfikowany w tymże stopniu, ze starszeństwem z dnia 1 czerwca 1920 roku i 970. lokatą łączną w korpusie oficerów piechoty (była to jednocześnie 48. lokata w starszeństwie). Na ten czas pozostawał nadal oficerem 5 pp Leg.. 
Awansowany do stopnia porucznika został ze starszeństwem z dnia 1 stycznia 1922 roku i 3. lokatą. W roku 1923 zajmował nadal 3. lokatę w swoim starszeństwie i służył w kutnowskim 37 pułku piechoty. Wykazywany był już wówczas jako kawaler Krzyża Walecznych. W rok później jako oficer 37 pp zajmował nadal 3. lokatę wśród poruczników piechoty w swoim starszeństwie. W dniu 25 sierpnia 1927 r. ogłoszono jego przeniesienie z 37 pp do 1 pułku Strzelców Podhalańskich. W roku 1928 jako oficer 1 pułku Strzelców Podhalańskich z Nowego Sącza, zajmował 2. lokatę wśród poruczników korpusu piechoty w swoim starszeństwie. Następnie pełnił służbę w Szkole Podchorążych Rezerwy Piechoty Nr 9 w Berezie Kartuskiej (przeformowanej w 1928 r. w Batalion Podchorążych Rezerwy Piechoty Nr 9). W roku 1930 służył w Dywizyjnej Szkole Podchorążych Rezerwy Piechoty przy 3 Dywizji Piechoty Legionów i zajmował wówczas 1139. lokatę łączną wśród poruczników piechoty (była to 2. lokata w starszeństwie). Od września 1930 r. do października 1931 r. piastował stanowisko komendanta jednego z trzech plutonów kompanii szkolnej tejże Szkoły. W 1932 roku pełnił już służbę w zambrowskiej Szkole Podchorążych Rezerwy Piechoty. Zajmował wówczas nadal 2. lokatę wśród poruczników piechoty ze swego starszeństwa. 
Zarządzeniem  ministra spraw wojskowych – marszałka Józefa Piłsudskiego – opublikowanym w dniu 28 czerwca 1933 roku, został przeniesiony w korpusie oficerów piechoty (bez prawa do należności za przesiedlenie) ze Szkoły Podchorążych Rezerwy Piechoty do włocławskiego 14 pułku piechoty. Na dzień 1 lipca 1933 roku zajmował (już jako oficer 14 pp) – 626. lokatę łączną wśród poruczników piechoty (była to 2. lokata w starszeństwie). Na rok 1934 porucznik Stanisław Kulik powołany został na członka Sądu Honorowego 14 pułku piechoty. W kwietniu 1934 r. prowadził, zorganizowany w 14 pułku piechoty, kurs zwiadowców, strzelców wyborowych i obserwatorów. Na dzień 21 września 1933 roku i na dzień 17 września 1934 r. zajmował stanowisko dowódcy 6. kompanii strzeleckiej 14 pp, a w październiku 1934 roku został komendantem dywizyjnego kursu instruktorskiego dla oficerów 4 Dywizji Piechoty, powołanego przy 14 pułku piechoty.
Zarządzeniem Prezydenta RP Ignacego Mościckiego z dnia 27 czerwca 1935 r. został awansowany na stopień kapitana, ze starszeństwem z dnia 1 stycznia 1935 roku i 37. lokatą w korpusie oficerów piechoty. Na dzień 5 czerwca 1935 roku zajmował 2009. lokatę łączną pośród kapitanów korpusu piechoty (37. lokatę w swoim starszeństwie) i nadal pełnił służbę w 14 pułku piechoty.

## Służba w Korpusie Ochrony Pogranicza[c]
W listopadzie 1935 r. został przeniesiony z 14 pułku piechoty do Korpusu Ochrony Pogranicza i skierowany do batalionu KOP „Krasne”. Swoje przybycie do nowego miejsca służby kapitan Kulik zameldował w dniu 21 listopada 1935 r. i mianowany został dowódcą 2. kompanii granicznej KOP „Bryckie”. W listopadzie 1936 roku został mianowany na stanowisko dowódcy kompanii odwodowej w tym batalionie, a z dniem 2 grudnia 1937 roku przesunięto go do dowództwa batalionu „Krasne” (jednocześnie przeniesiony został ewidencyjnie do plutonu gospodarczego baonu „Krasne”) – na stanowisko adiutanta tegoż baonu (stanowisko to przejął od por. Władysława Wyczółkowskiego). W toku swej służby w Korpusie Ochrony Pogranicza kpt. Stanisław Kulik uhonorowany został: Odznaką Pamiątkową KOP „Za Służbę Graniczną” (grudzień 1937 r.), Brązowym Medalem za Długoletnią Służbę (maj 1938 r.), Srebrnym Krzyżem Zasługi (sierpień 1938 r.) oraz Srebrnym Medalem za Długoletnią Służbę (styczeń 1939 r.). 
Na dzień 23 marca 1939 roku zajmował 25. lokatę wśród kapitanów korpusu piechoty w swoim starszeństwie i nadal pełnił służbę jako adiutant batalionu KOP „Krasne”. Na stanowisku tym pozostawał do czasu ogłoszenia mobilizacji (jego przydział mobilizacyjny pozostaje nieznany). 
W czasie kampanii wrześniowej 1939 roku – po agresji ZSRR na Polskę – w bliżej nieznanych okolicznościach dostał się do niewoli sowieckiej. Przetrzymywany był w obozie w Starobielsku. Wiosną 1940 roku został zamordowany przez funkcjonariuszy NKWD w Charkowie i pogrzebany potajemnie w bezimiennej mogile zbiorowej w Piatichatkach, gdzie od 17 czerwca 2000 roku mieści się oficjalnie Cmentarz Ofiar Totalitaryzmu w Charkowie. Figuruje na Liście Starobielskiej NKWD, pod poz. 1285.

## Upamiętnienie
5 października 2007 roku minister obrony narodowej Aleksander Szczygło mianował go pośmiertnie na stopień majora. Awans został ogłoszony 9 listopada 2007 roku w Warszawie, w trakcie uroczystości „Katyń Pamiętamy – Uczcijmy Pamięć Bohaterów”.

## Ordery i odznaczenia
- Krzyż Walecznych[38]
- Srebrny Krzyż Zasługi[i]
- Medal Pamiątkowy za Wojnę 1918–1921 „Polska Swemu Obrońcy”[29][3]
- Medal Dziesięciolecia Odzyskanej Niepodległości[29][3]
- Srebrny Medal za Długoletnią Służbę[j]
- Brązowy Medal za Długoletnią Służbę[k]
- Odznaka Pamiątkowa Korpusu Ochrony Pogranicza „Za Służbę Graniczną”[l]